# Live Islington Assembly Hall
Live Islington Assembly Hall (conosciuto anche come Live in London 2013) è un album live della cantautrice britannica KT Tunstall.

## Background
I brani presenti nell'album provengono sia dai suoi album precedenti che dal suo ultimo album, più una cover di The Boys of Summer di Don Henley.

## Pubblicazione
L'album è stato registrato il 20 giugno 2013 e pubblicato il giorno seguente, il 21 giugno 2013. È disponibile nello store ufficiale della cantautrice o durante i suoi concerti.

## Tracce
1. Invisible Empire (KT Tunstall) - 3:52
2. Waiting On The Heart (KT Tunstall, Howe Gelb) - 4:29
3. Carried (KT Tunstall) - 3:41
4. Other Side of the World (KT Tunstall, Martin Terefe) - 7:39
5. Yellow Flower (KT Tunstall) - 3:12
6. Through the Dark (KT Tunstall, Martin Terefe) – 3:48
7. Black Horse and the Cherry Tree (insieme a Seven Nation Army) (KT Tunstall) - 5:03
8. Alchemy (KT Tunstall)
9. Honeydew (KT Tunstall) - 3:22
10. Feel It All (KT Tunstall) - 4:11
11. The Boys of Summer (Don Henley, Mike Campbell) - 3:54
12. Made of Glass (KT Tunstall) - 4:11
13. Crescent Moon (KT Tunstall) - 3:52
14. Funnyman (KT Tunstall) - 2:56
15. Rock Me Amadeus (Falco, Rob Bolland, Ferdi Bolland) - 3:21
16. Chimes (KT Tunstall, Howe Gelb) - 3:37